# Abilene (Bibeln)
Abilene är ett område som omnämns i Nya Testamentet. Enligt Lukasevangeliet 3:1 behärskades Abilene vid tiden för Johannes döparens framträdande av en landsfurste (tetrark) vid namn Lysanias. Området hade sitt namn efter staden Abila (Abila Lysaniou), som var belägen vid den nuvarande byn Suk Wadi Barada. Suk Wadi Barada ligger nordväst om Damaskus i den finns ruiner från den romerska tiden.
Namnet, som påminner om Abel, har gett upphov till en muslimsk legend om att det var där som Kain begravde sin broder Abel.